# La baia dei delfini
La baia dei delfini (Dolphin Cove) è una serie televisiva australiana e statunitense in 8 episodi trasmessi per la prima volta nel corso di una sola stagione nel 1989.

## Trama
È una serie d'avventura incentrata sulle vicende del ricercatore statunitense Michael Larson che si trasferisce con il figlio David e la figlia Katie nel Queensland, in Australia per fare ricerche sui delfini. Dovrebbe essere un nuovo inizio dopo la morte della moglie, ma suo figlio non ama la nuova vita e la nuova scuola. Katie non aveva più parlato dopo la morte della madre e odia il suo nuovo terapeuta ma la sua vita cambia quando si rende conto che può comunicare con i delfini. A fare loro da guida nei territori a perdita d'occhio della costa e dell'entroterra della regione è Didge, un aborigeno australiano.

## Personaggi e interpreti
- David Larson (8 episodi, 1989), interpretato da Trey Ames.
- Michael Larson (8 episodi, 1989), interpretato da Frank Converse.
- Didge (8 episodi, 1989), interpretato da Ernie Dingo.
- Katie Larson (8 episodi, 1989), interpretata da Karron Graves.
- Alison Mitchell (8 episodi, 1989), interpretata da Virginia Hey.
- Baron Trent (8 episodi, 1989), interpretato da Nick Tate.
- Kevin Mitchell (5 episodi, 1989), interpretato da Anthony Richards.

## Produzione
La serie fu ideata da Peter Benchley e girata in Australia. Le musiche furono composte da Christopher Klatman.

### Registi
Tra i registi della serie sono accreditati:
- Mel Damski in 2 episodi (1989)
- Noel Black
- Marcus Cole

### Sceneggiatori
Tra gli sceneggiatori della serie sono accreditati:
- Donald Kieran Austen
- Allan Marcil
- Peter Benchley

## Distribuzione
La serie fu trasmessa negli Stati uniti dal 21 gennaio 1989 all'11 marzo 1989 sulla CBS. In Italia è stata trasmessa con il titolo La baia dei delfini.

## Episodi
| Stagione       | Episodi | Prima TV Australia |
| -------------- | ------- | ------------------ |
| Prima stagione | 8       | 1989               |